# Nektaroloty
Nektaroloty (Lonchophyllinae) – podrodzina ssaków z rodziny liścionosowatych (Phyllostomidae).

## Rozmieszczenie geograficzne
Podrodzina obejmuje gatunki występujące w krainie neotropikalnej.

## Systematyka
Do podrodziny należą następujące plemiona:
- Hsunycterini Parlos, Timm, Swier, Zeballos & R.J. Baker, 2014
- Lonchophyllini Griffiths, 1982